# Bahnradsport-Weltmeisterschaften der Junioren 2019

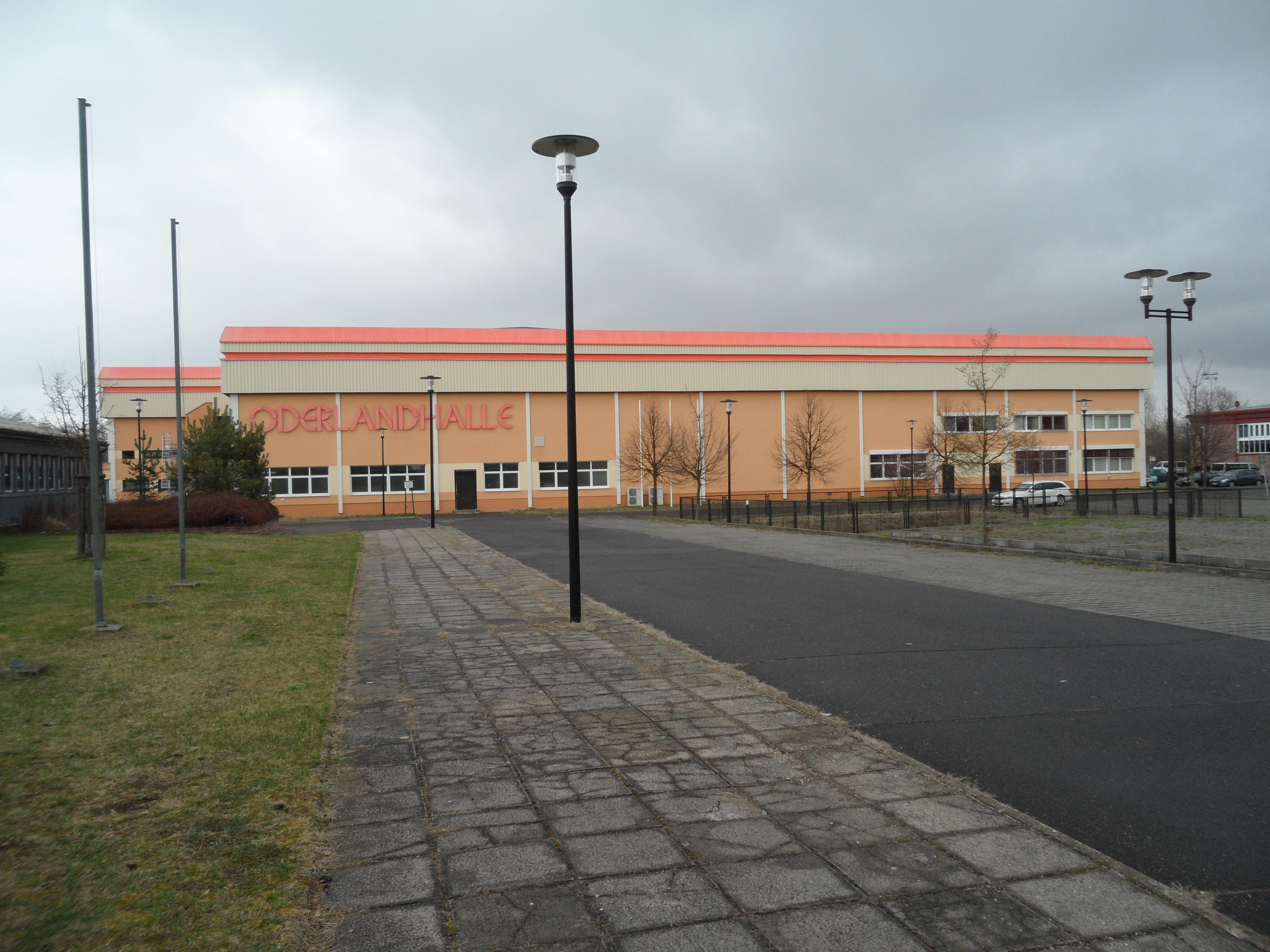
Die Oderlandhalle in Frankfurt

Die Bahnradsport-Weltmeisterschaften der Junioren 2019 fanden vom 14. bis 18. August 2019 in der Oderlandhalle im deutschen Frankfurt (Oder) statt. Es waren die dritten Junioren-Bahnweltmeisterschaften auf deutschem Boden nach Leipzig (1981) und Stuttgart (1985). Organisator der Weltmeisterschaften war der Frankfurter RC ’90.
Die Oderlandhalle wurde 2013 und 2014 aufwändig saniert und die Radrennbahn dem internationalen Standardmaß von 250 Metern Länge angepasst.
Es waren über 300 Sportlerinnen und Sportler aus 48 Nationen gemeldet, so viele wie nie zuvor bei Junioren-Bahnweltmeisterschaften. Erstmals startete bei UCI-Weltmeisterschaften eine Mannschaft aus Subsahara-Afrika, eine Abordnung aus Nigeria mit vier Sportlerinnen und vier Sportlern; auch waren erstmals drei Mannschaften aus Afrika insgesamt dabei.
Erfolgreichste Mannschaft bei den Weltmeisterschaften war die gastgebende aus Deutschland, mit insgesamt neun Medaillen, darunter fünf goldene. An dreien dieser Goldmedaillen war Tobias Buck-Gramcko beteiligt, der die Einerverfolgung mit neuem deutschen Rekord (3:09,926 Minuten) sowie das 1000-Meter-Zeitfahren für sich entschied, wobei er im Finale der Einerverfolgung den kurz zuvor von Nicolas Heinrich gefahrenen Rekord (3:11,850) unterbot. In der Mannschaftsverfolgung gehörte er zu dem Vierer aus Hannes Wilksch, Nicolas Heinrich und Pierre-Pascal Keup, der mit 3:58,631 Minuten einen neuen Weltrekord aufstellte. Im Verlauf dieses Wettbewerbes kam es insgesamt zu vier neuen Weltbestzeiten: In der ersten Runde benötigte der Vierer aus Frankreich nur 4:00,384 Minuten. Im Rennen um Bronze verbesserte das Team aus Russland diese Zeit auf 3:59,955 und blieb damit erstmals unter vier Minuten. Im Finale um Gold fuhren sowohl der deutsche Vierer als auch der französische (3:59,543 min) erneut bessere Zeiten.
Die beiden weiteren Goldmedaillen für Deutschland errang die Kurzzeitfahrerin Alessa-Catriona Pröpster, die in Keirin und Sprint den WM-Titel gewann und im 500-Meter-Zeitfahren sowie im Teamsprint mit Christina Sperlich und Katharina Albers zudem Silber holte.
Den zweiten Platz im Medaillenspiegel belegte die Mannschaft aus Neuseeland mit vier Medaillen. Allein zwei goldene gingen auf das Konto von Laurence Pithie, der das Omnium und mit Klaan Watts das Zweier-Mannschaftsfahren gewann. Dank dem Kurzzeitspezialisten Konstantinos Livanos, der zwei Goldmedaillen in Sprint und Keirin gewann, endete Griechenland in der Medaillenstatistik auf Platz drei. Ebenfalls auf dem dritten Platz lagen die USA, deren zwei Goldmedaillen Megan Jastrab im Omnium und die Zweier-Mannschaft mit Jastrab und Zoe Ta-Perez im Madison gewannen.
Die indische Mannschaft im Teamsprint aus Rojit Singh Yanglem, Esow Alban, Ronaldo Singh Laitonjam und Jemsh Singh Keithellakpam errang die erste Goldmedaille im Radsport für ihr Land.

## Zeitplan (Finalwettbewerbe)
| Datum                  | Disziplinen Männer                              | Disziplinen Frauen                                  |
| ---------------------- | ----------------------------------------------- | --------------------------------------------------- |
| Mittwoch, 14. August   | Teamsprint                                      | Scratch, Teamsprint                                 |
| Donnerstag, 15. August | Mannschaftsverfolgung, Scratch, Keirin          | Mannschaftsverfolgung                               |
| Freitag, 16. August    | Einerverfolgung, Punktefahren                   | Sprint, Omnium                                      |
| Samstag, 17. August    | Omnium, Sprint                                  | 500-Meter-Zeitfahren, Einerverfolgung, Punktefahren |
| Sonntag, 27. August    | 1000-Meter-Zeitfahren, Zweier-Mannschaftsfahren | Keirin, Zweier-Mannschaftsfahren                    |

## Resultate
- Legende: „G“ = Zeit aus dem Finale um Gold; „B“ = Zeit aus dem Finale um Bronze; „1“ = Zeit aus der 1. Runde; „Q“ = Zeit aus der Qualifikation
- Kursiv geschriebene Sportlerinnen und Sportler bestritten bei Mannschaftswettbewerben nur die Qualifikation oder die erste Runde

### Sprint
| Platz | Sportler             | Land | Zeit (s)              |
| ----- | -------------------- | ---- | --------------------- |
|       | Konstantinos Livanos | GRE  | 10,226 (1) 10,522 (3) |
|       | Esow Alban           | IND  | 10,381 (2)            |
|       | Daan Kool            | NED  | 10,500 (1) 10,437 (2) |

| Platz | Sportlerin               | Land | Zeit (s)              |
| ----- | ------------------------ | ---- | --------------------- |
|       | Alessa-Catriona Pröpster | GER  | 11,829 (1) 11,658 (2) |
|       | Nikola Seremak           | POL  |                       |
|       | Emma Finucane            | GBR  | 11,738 (1) 11,782 (2) |

### Keirin
| Platz | Sportler             | Land |
| ----- | -------------------- | ---- |
|       | Konstantinos Livanos | GRE  |
|       | Sam Gallagher        | AUS  |
|       | Esow Alban           | IND  |

| Platz | Sportlerin               | Land |
| ----- | ------------------------ | ---- |
|       | Alessa-Catriona Pröpster | GER  |
|       | Ella Sibley              | AUS  |
|       | Nikola Seremak           | POL  |

### Zeitfahren
| Platz | Sportler            | Land | Zeit (min)  |
| ----- | ------------------- | ---- | ----------- |
|       | Tobias Buck-Gramcko | GER  | 1:01,328 DR |
|       | Daan Kool           | NED  | 1:01,622    |
|       | Matteo Bianchi      | ITA  | 1:02,068    |

| Platz | Sportlerin               | Land | Zeit (s) |
| ----- | ------------------------ | ---- | -------- |
|       | Taky Marie-Divine Kouamé | FRA  | 34,868   |
|       | Alessa-Catriona Pröpster | GER  | 34,907   |
|       | Emma Finucane            | GBR  | 35,264   |

### Teamsprint
| Platz | Sportler                                                                   | Land | Zeit (s) |
| ----- | -------------------------------------------------------------------------- | ---- | -------- |
|       | Yanglem Rojit Singh Esow Alban Ronaldo Laitonjam Jemsh Singh Keithellakpam | IND  | 44,625G  |
|       | John Trovas Carlos Carisimo Sam Gallagher                                  | AUS  | 44,681 G |
|       | James Bunting Matti Egglestone Rhys Thomas                                 | GBR  | 45,009 B |

| Platz | Sportlerin                                                   | Land | Zeit (s) |
| ----- | ------------------------------------------------------------ | ---- | -------- |
|       | Fan Bingbing Luo Jing Sun Jingye                             | CHN  | 34,146 G |
|       | Alessa-Catriona Pröpster Christina Sperlich Katharina Albers | GER  | 34,640 G |
|       | Nikola Seremak Nikola Wielowska                              | POL  | 34,663 B |

### Einerverfolgung
| Platz | Sportler            | Land | Zeit (min)    |
| ----- | ------------------- | ---- | ------------- |
|       | Tobias Buck-Gramcko | GER  | 3:09,926 G DR |
|       | Nicolas Heinrich    | GER  | 3:11,648 G    |
|       | Tristan Jussaume    | CAN  | 3:18,258 B    |

| Platz | Sportlerin       | Land | Zeit (min) |
| ----- | ---------------- | ---- | ---------- |
|       | Ally Wollaston   | NZL  | 2:18,900   |
|       | Elynor Bäckstedt | GBR  | 2:19,078 G |
|       | Lara Gillespie   | IRL  | 2:21,193 B |

### Mannschaftsverfolgung
| Platz | Sportler                                                                               | Land | Zeit (min)    |
| ----- | -------------------------------------------------------------------------------------- | ---- | ------------- |
|       | Hannes Wilksch Tobias Buck-Gramcko Nicolas Heinrich Pierre-Pascal Keup Moritz Kretschy | GER  | 3:58,793 G WR |
|       | Kévin Vauquelin Antonin Corvaisier Clément Petit Florian Pardon                        | FRA  | 3:59,543 G    |
|       | Iwan Nowolodski Wlas Schitschkin Ilja Schegolkow Jegor Igoschew                        | RUS  | 3:59.955 B    |

| Platz | Sportlerin                                                                           | Land | Zeit (min) |
| ----- | ------------------------------------------------------------------------------------ | ---- | ---------- |
|       | Giorgia Catarzi Camilla Alessio Eleonora Gasparrini Sofia Collinelli Matilde Vitillo | ITA  | 4:26,060 G |
|       | Emily Paterson Mckenzie Milne Ally Wollaston Samantha Donnelly                       | NZL  | 4:26,067 G |
|       | Elynor Bäckstedt Sophie Lewis Eluned King Ella Barnwell                              | GBR  | 4:27,853 B |

### Scratch
| Platz | Sportler          | Land |
| ----- | ----------------- | ---- |
|       | Benjamin Hertz    | DEN  |
|       | Anderson Arboleda | COL  |
|       | Jacob Decar       | CHI  |

| Platz | Sportlerin    | Land |
| ----- | ------------- | ---- |
|       | Ella Sibley   | AUS  |
|       | Catalina Soto | CHI  |
|       | Ella Barnwell | GBR  |

### Punktefahren
| Platz | Sportler           | Land | Punkte |
| ----- | ------------------ | ---- | ------ |
|       | Wlas Schitschkin   | RUS  | 62     |
|       | Kévin Vauquelin    | FRA  | 51     |
|       | Raúl García Pierna | ESP  | 51     |

| Platz | Sportlerin       | Land | Punkte |
| ----- | ---------------- | ---- | ------ |
|       | Tsuyaka Uchinio  | JPN  | 41     |
|       | Waleria Golajewa | RUS  | 27     |
|       | Yareli Acevedo   | MEX  | 25     |

### Omnium
| Platz | Sportler        | Land | Punkte |
| ----- | --------------- | ---- | ------ |
|       | Laurence Pithie | NZL  | 129    |
|       | Graeme Frislie  | AUS  | 108    |
|       | Park Young-kyon | KOR  | 103    |

| Platz | Sportlerin          | Land | Punkte |
| ----- | ------------------- | ---- | ------ |
|       | Megan Jastrab       | USA  | 118    |
|       | Eleonora Gasparrini | ITA  | 114    |
|       | Ella Barnwell       | GBR  | 110    |

### Zweier-Mannschaftsfahren
| Platz | Sportler                           | Land | Punkte |
| ----- | ---------------------------------- | ---- | ------ |
|       | Laurence Pithie Kiaan Watts        | NZL  | 49     |
|       | Tim Torn Teutenberg Hannes Wilksch | GER  | 35     |
|       | Clément Petit Kévin Vauquelin      | FRA  | 17     |

| Platz | Sportlerinnen                      | Land | Punkte |
| ----- | ---------------------------------- | ---- | ------ |
|       | Zoe Ta-Perez Megan Jastrab         | USA  | 31     |
|       | Sophie Lewis Elynor Bäckstedt      | GBR  | 15     |
|       | Walerija Golajewa Marija Miljajewa | RUS  | 14     |

## Galerie

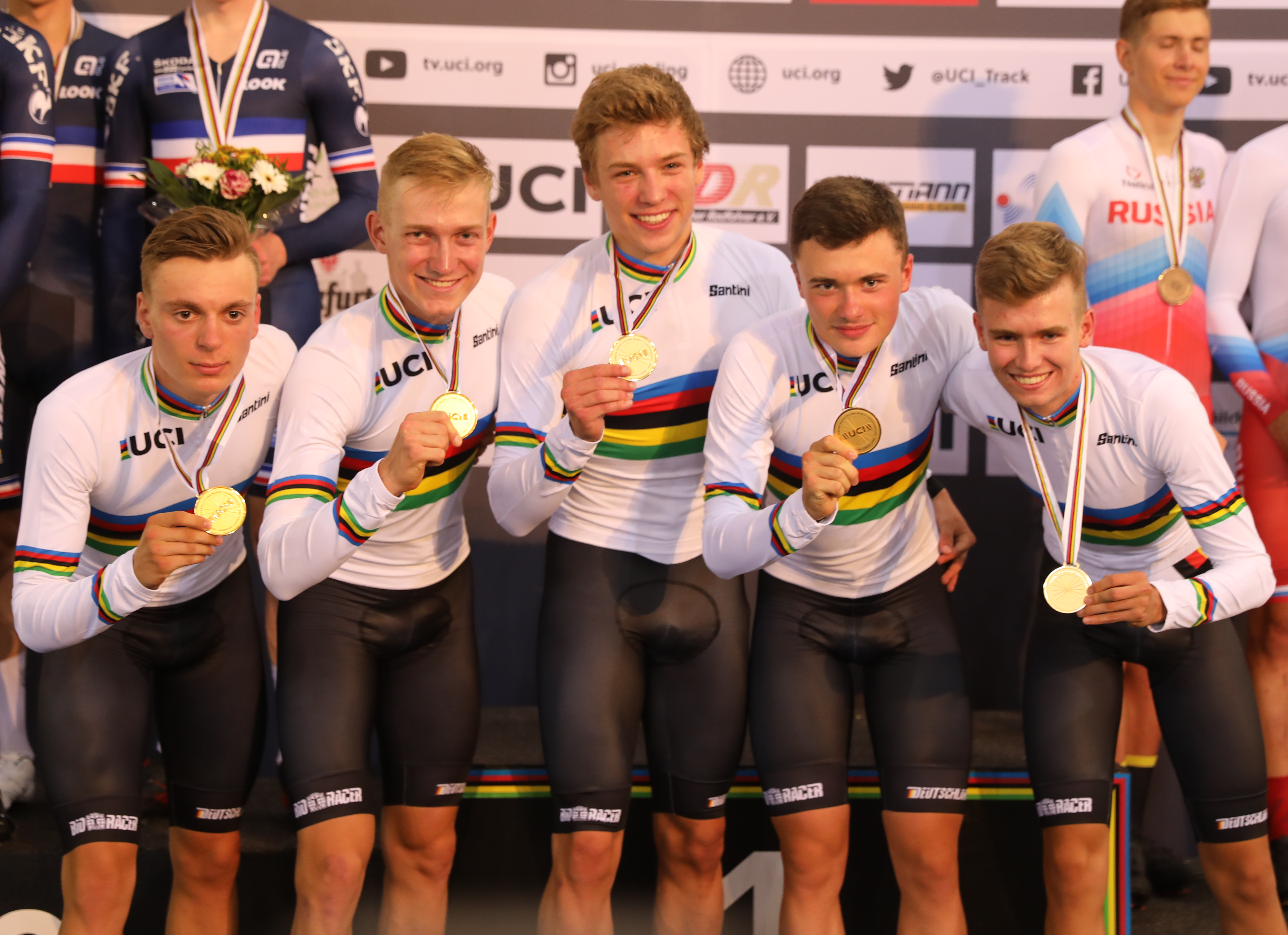
Der deutsche Junioren-Vierer wurde mit Weltrekord Weltmeister
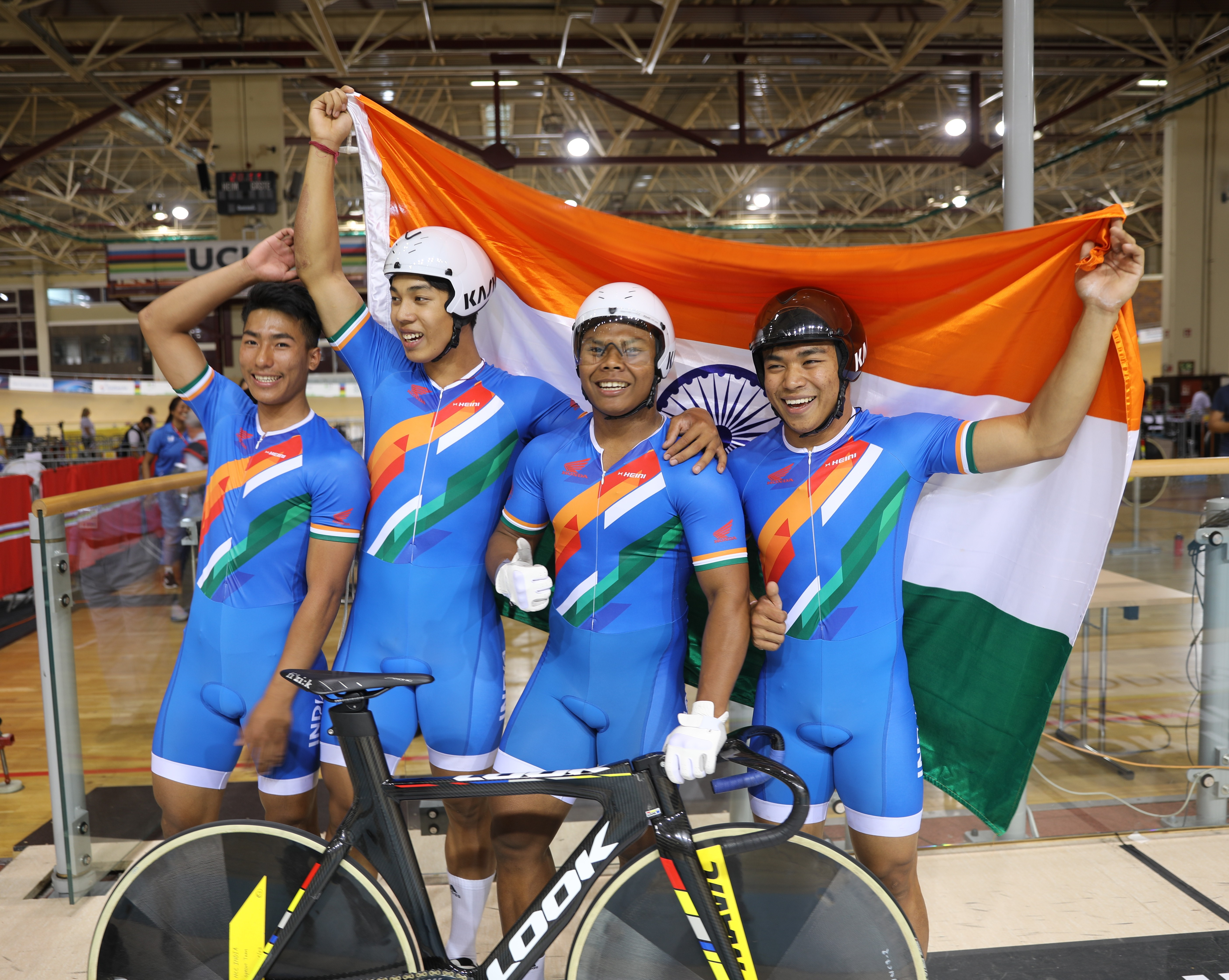
Die indischen Fahrer holten Gold im Teamsprint
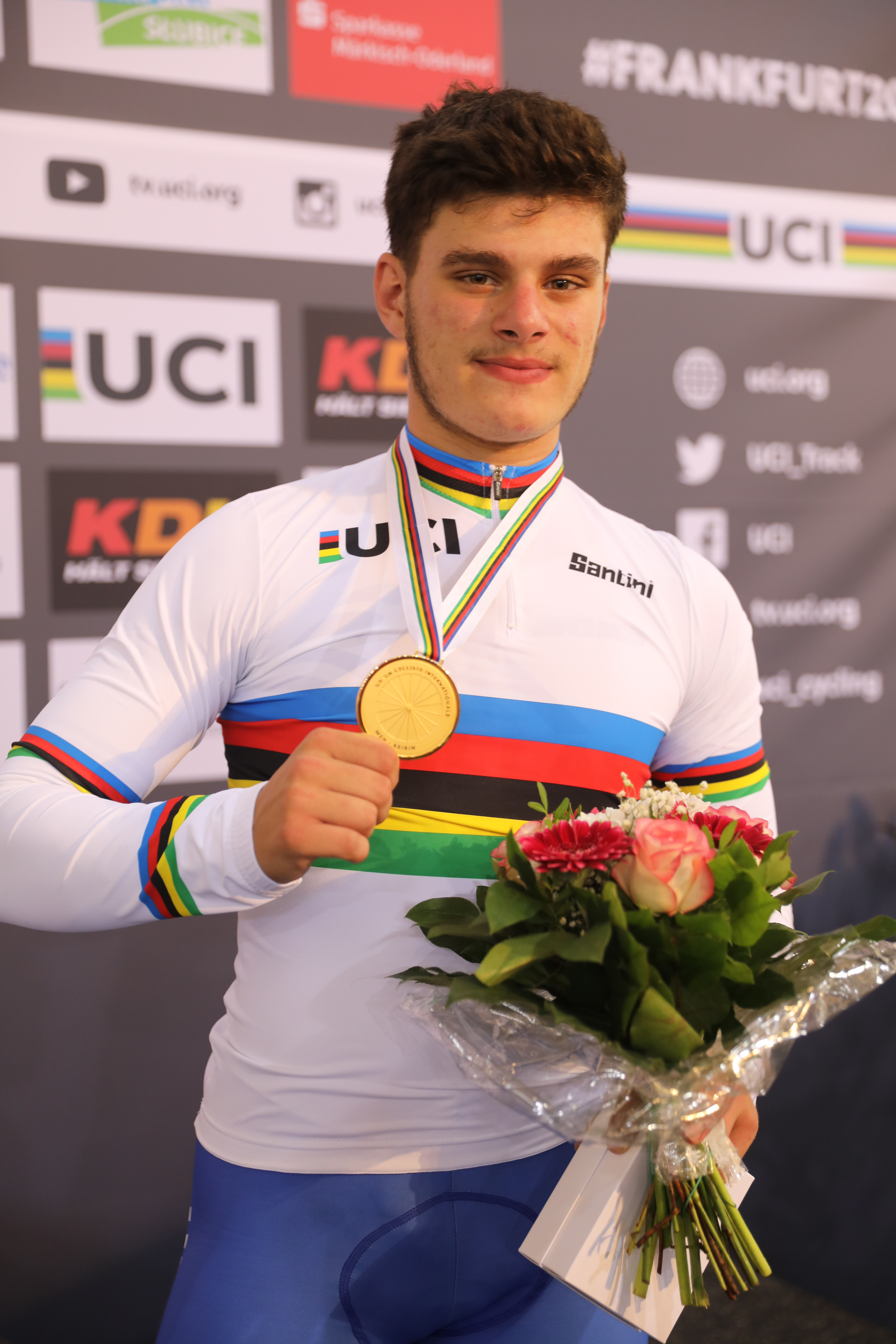
Konstantinos Livanos, Weltmeister in Sprint und Keirin
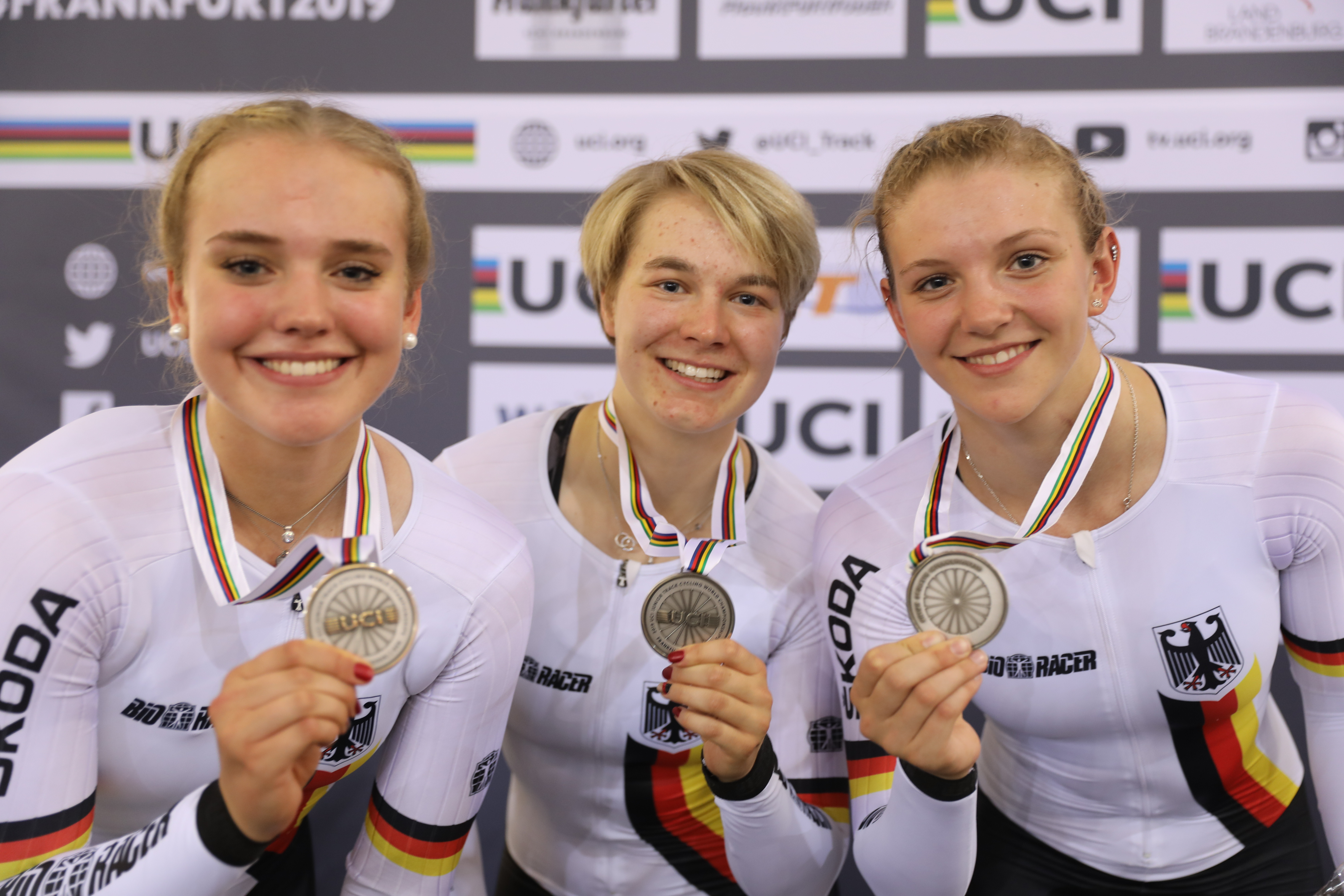
Silber im Teamsprint (v. l. n. r.): Katharina Albers, Christina Sperlich und Alessa-Catriona Pröpster
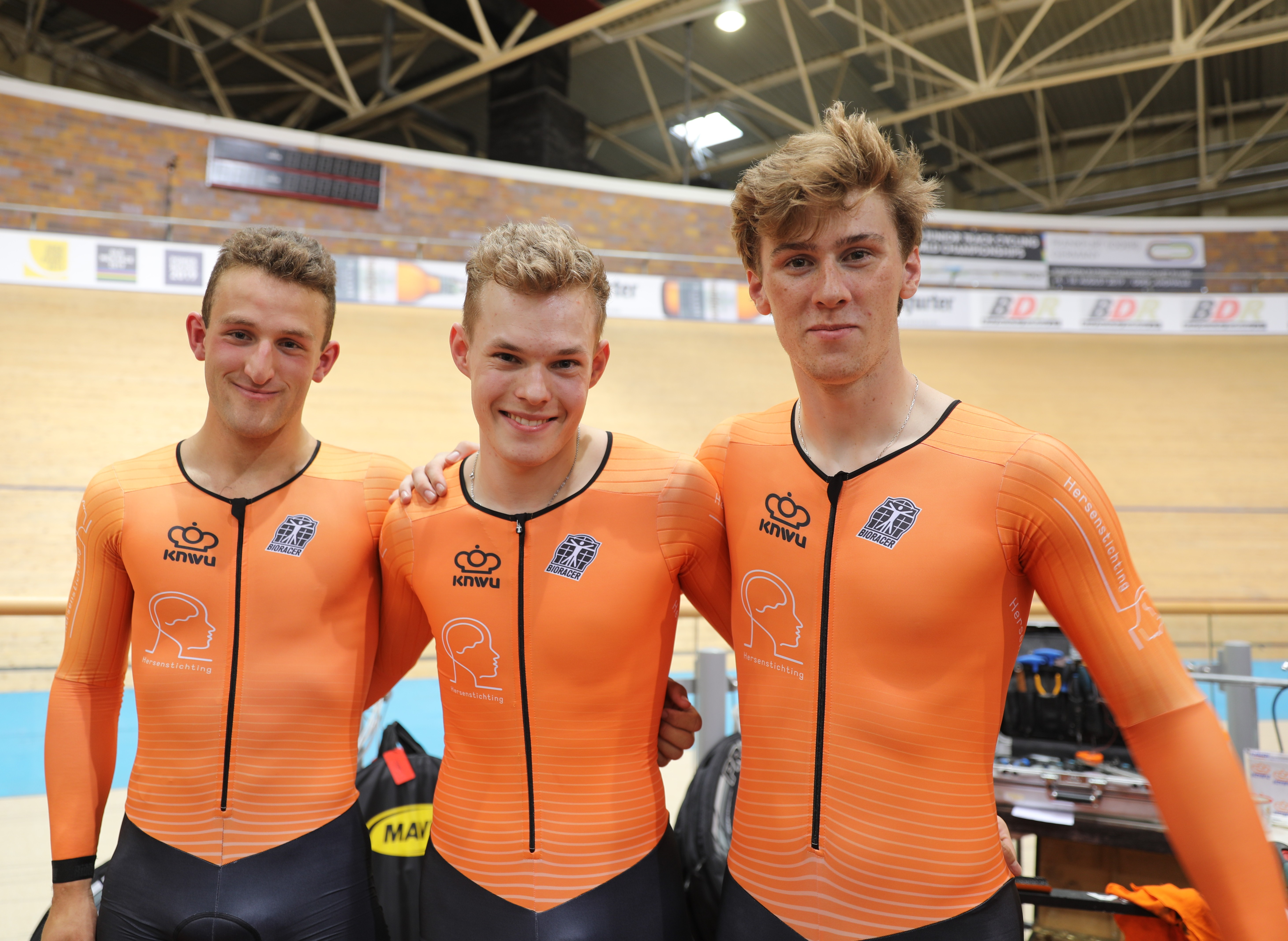
Teamsprint-Mannschaft aus den Niederlanden (Daan Kool, Gino Knies, Tijmen van Loon)
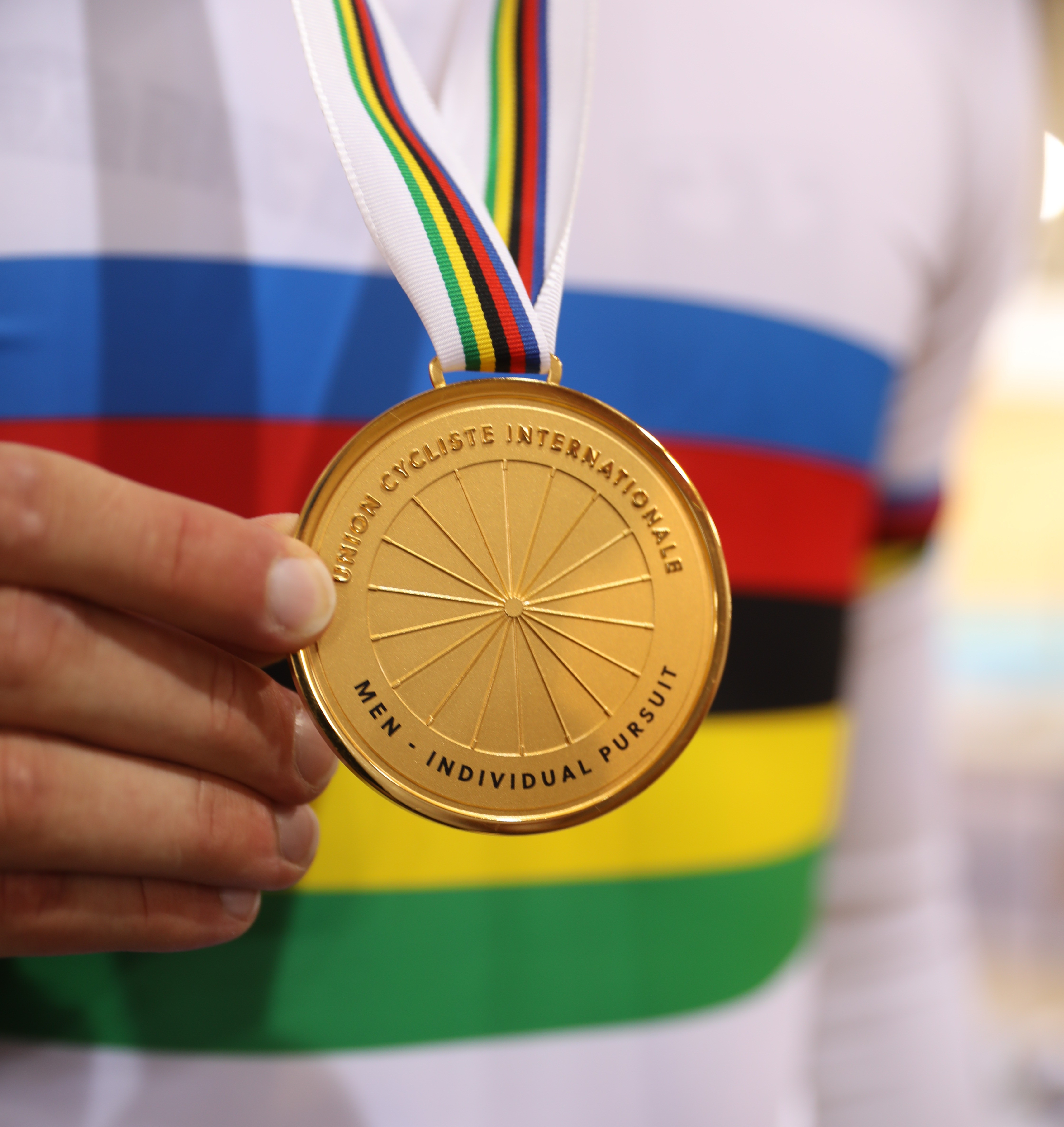
Goldmedaille in der Einerverfolgung

## Medaillenspiegel
| Rang  | Land                | Gold | Silber | Bronze | Gesamt |
| ----- | ------------------- | ---- | ------ | ------ | ------ |
| 1     | Deutschland         | 5    | 4      | 0      | 9      |
| 2     | Neuseeland          | 3    | 1      | 0      | 4      |
| 3     | Griechenland        | 2    | 0      | 0      | 2      |
| 3     | Vereinigte Staaten  | 2    | 0      | 0      | 2      |
| 5     | Australien          | 1    | 4      | 0      | 5      |
| 6     | Frankreich          | 1    | 2      | 1      | 4      |
| 7     | Russland            | 1    | 1      | 2      | 4      |
| 8     | Indien              | 1    | 1      | 1      | 3      |
| 8     | Italien             | 1    | 1      | 1      | 3      |
| 10    | Volksrepublik China | 1    | 0      | 0      | 1      |
| 10    | Dänemark            | 1    | 0      | 0      | 1      |
| 10    | Japan               | 1    | 0      | 0      | 1      |
| 13    | Großbritannien      | 0    | 2      | 6      | 8      |
| 14    | Polen               | 0    | 1      | 2      | 3      |
| 15    | Chile               | 0    | 1      | 1      | 2      |
| 15    | Niederlande         | 0    | 1      | 1      | 2      |
| 17    | Kolumbien           | 0    | 1      | 0      | 1      |
| 18    | Kanada              | 0    | 0      | 1      | 1      |
| 18    | Spanien             | 0    | 0      | 1      | 1      |
| 18    | Mexiko              | 0    | 0      | 1      | 1      |
| 18    | Irland              | 0    | 0      | 1      | 1      |
| 18    | Südkorea            | 0    | 0      | 1      | 1      |
| Total | Total               | 20   | 20     | 20     | 60     |

## Aufgebote

### Bund Deutscher Radfahrer
Juniorinnen (Kurzzeit)
- Katharina Albers, Alessa-Catriona Pröpster, Christina Sperlich

Junioren (Kurzzeit)
- Laurin Drescher, Julien Jäger, Dominic Kruse, Paul Schmidt

Juniorinnen (Ausdauer)
- Hannah Buch, Hanna Dopjans, Paula Leonhardt, Finja Smekal, Friederike Stern, Lea Waldhoff

Junioren (Ausdauer)
- Tobias Buck-Gramcko, Luca Dreßler, Nicolas Heinrich, Pierre-Pascal Keup, Moritz Kretschy, Tim Torn Teutenberg, Hannes Wilksch

### Österreichischer Rad-Verband
- Tim Wafler, Paul Buschek, Stefan Kovar

### Swiss Cycling
- Dominik Bieler, Fabio Christen, Nicolò De Lisi, Damien Fortis, Fabian Weiss